# Apanteles fedtschenkoi
Apanteles fedtschenkoi är en stekelart som beskrevs av Kotenko 1986. Apanteles fedtschenkoi ingår i släktet Apanteles och familjen bracksteklar. Inga underarter finns listade i Catalogue of Life.